# Synagoga w Lutowiskach
Synagoga w Lutowiskach – drewniana synagoga znajdująca się w Lutowiskach, na drugim rynku zwanym żydowskim.
Synagoga została zbudowana w pierwszej połowie XIX wieku. Podczas II wojny światowej po wkroczeniu wojsk niemieckich do Lutowisk synagoga została zdewastowana. 22 czerwca 1942 roku gestapowcy przy pomocy Ukraińskiej Policji Pomocniczej rozstrzelali 650 lutowiskich Żydów i następnie spalili synagogę. Po zakończeniu wojny nie została odbudowana.